# Bostānābād (kommunhuvudort i Iran)
Bostānābād (persiska: بستان آباد) är en kommunhuvudort i Iran.   Den ligger i provinsen Östazarbaijan, i den nordvästra delen av landet, 500 km nordväst om huvudstaden Teheran. Bostānābād ligger 1 725 meter över havet och antalet invånare är 16 592.
Terrängen runt Bostānābād är huvudsakligen kuperad, men söderut är den platt. Bostānābād ligger nere i en dal.Runt Bostānābād är det ganska glesbefolkat, med 42 invånare per kvadratkilometer. Bostānābād är det största samhället i trakten. Trakten runt Bostānābād består i huvudsak av gräsmarker.